# Plataforma para la Defensa de la Universidad en Soria
La Plataforma para la Defensa de la Universidad en Soria fue un movimiento ciudadano español radicado en la Provincia de Soria, que lucha por la defensa del Campus de Soria con el objetivo de mantener las titulaciones actuales y de fomentar una voluntad política y académica de apuesta por la Universidad en Soria.

## Historia
La Plataforma para la Defensa de la Universidad en Soria nació en el año 2013 como respuesta a la supresión del grado de Ingeniería Agrícola y está formada por profesores, trabajadores y los ciudadanos que quieran participar en ella. Como movimiento ciudadano, no tiene adscripción política definida, únicamente busca la defensa del Campus Universitario Duques de Soria. Una de sus reivindicaciones fue la implantación del grado de Ingenierías Agroenergéticas en compensación por la pérdia de Ingeniería Agrícola; grado que se imparte desde 2013 siendo la primera titulación de ingeniería agroenergética de España.
En el año 2016, pese a que la Plataforma llevaba sin reunirse desde el año 2013, su portavoz acusó directamente al departamento de Ingenierías Agrícolas y Forestales de Palencia, de boicotear el grado de Ingenierías Agroenergéticas «por odio» dentro de la polémica surgida debido a que el citado organismo optó por convocar una plaza de profesor "genérica" en vez de una especializada en renovables, desoyendo las recomendaciones de Soria y el Acsucyl y poniendo en peligro el futuro del grado.
Desde el año 2013 la plataforma está inoperativa y, al detectar que estaba siendo instrumentalizada y se estaba utilizado su nombre con fines diferentes a los que reflejaba en su constitución, decidió disolverse en la reunión que celebró el 21 de diciembre de 2016 y se nombró portavoz "accidental" a José María Arroyo aunque su anterior portavoz niega la disolución.

## Objetivos
Tras su formación y la reunión con los diferentes agentes sociales de Soria, se redactó el manifiesto de apoyo al Campus soriano.

Ante la inminente aprobación del nuevo Mapa de Titulaciones Universitarias de Castilla y León, desde la Plataforma para la Defensa de la Universidad en Soria, se desea manifestar:
Que la Universidad en la provincia de Soria está asentada y arraigada, generando un importante beneficio económico y, sobre todo, social.
Que los estudiantes sorianos y de nuestro entorno tienen derecho a acceder a una oferta académica variada y de calidad, para la obtención de un título universitario, sin necesidad de verse obligados a abandonar la provincia.
Que el Campus Universitario de Soria debe de tener una discriminación positiva y no negativa en función de su situación periférica y zona de influencia.
Que los motivos para la implantación o supresión de titulaciones en el Campus no deben de estar basados únicamente en criterios de número de alumnos y sí considerar sus titulaciones como de especial interés por razones de accesibilidad, equidad e igualdad.
Que la reducción en el número de titulaciones del Campus, causaría un impacto muy negativo sobre la actividad económica y social de la provincia de Soria y su entorno.
Que mientras se están suprimiendo titulaciones en la Universidad Pública, se está aprobando con financiación pública la implantación de nuevos Títulos  en Universidades Privadas.
Por lo cual SOLICITAMOS:
1. Que no se suprima ningún Grado Universitario en el Campus de Soria.
2. Que se recupere socialmente el Patronato Universitario de Soria.
3. Que se potencie la oferta universitaria con la incorporación de nuevas titulaciones, que permitan vislumbrar un futuro más esperanzador para Soria y su Campus.
4. Que se considere el Campus Universitario de Soria y sus titulaciones de especial interés para la Comunidad de Castilla y León al ser la provincia más despoblada y en aras de la vertebración regional.
5. Que se apoye desde los Organismos competentes las titulaciones existentes en el Campus de Soria frente a posibles titulaciones de Universidades Privadas que se solapen con las existentes en el Campus Universitario “Duques de Soria”.
MANIFIESTO POR LA DEFENSA DE LA ENSEÑANZA UNIVERSITARIA EN SORIA